# جایزه لوئیزا گراس هوروویتس

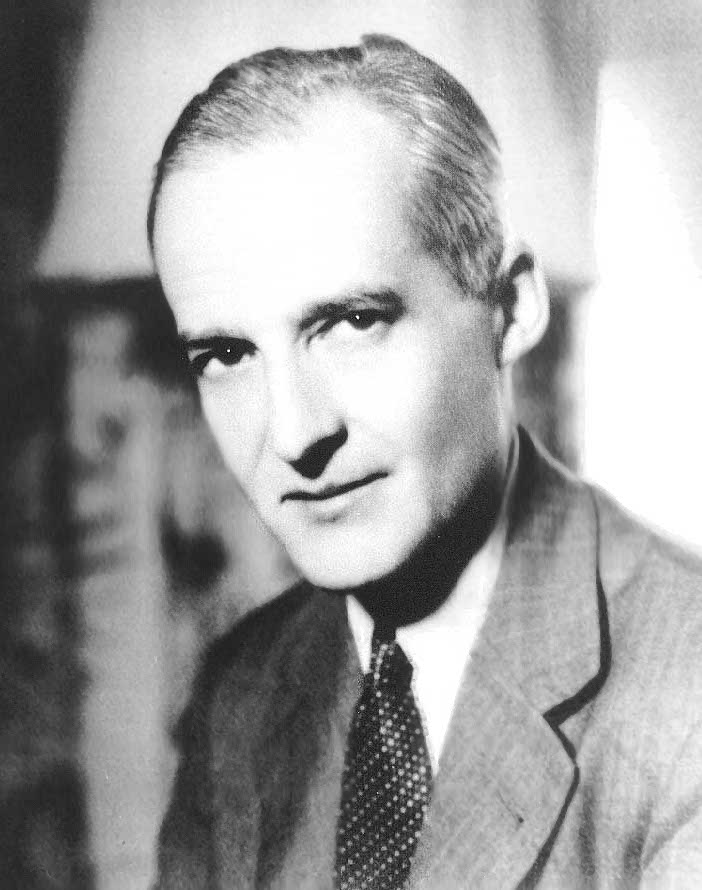
لوئیس فدریکو للوآر اولین دریافت کننده جایزه لوئیزا گراس هورویتز در سال ۱۹۶۷ بود.

جایزه لوئیزا گراس هوروویتس (انگلیسی: Louisa Gross Horwitz Prize) نام یک جایزهٔ سالیانه است که توسط دانشگاه کلمبیا به افراد یا تیم‌های پژوهشی‌ای که مشارکت برجسته و ممتازی در زمینهٔ پژوهش‌های بنیادین در حوزهٔ زیست‌شناسی یا بیوشیمی داشته باشند، اهدا می‌شود.
این جایزه از سال ۱۹۶۷ میلادی اعطا می‌گردد و تا اکتبر ۲۰۱۷ میلادی، ۵۱٪ از دریافت‌کنندگان آن بعداً برندهٔ جایزه نوبل فیزیولوژی و پزشکی یا جایزه نوبل شیمی شده‌اند.
جایزه لوئیزا گراس هوروویتس را یکی از مهمترین جوایز زمینه‌ساز جایزه نوبل می‌دانند.

## دریافت‌کنندگان
- ۱۹۶۷ لوییز اف لیلویر (۱۹۷۰ شیمی)
- ۱۹۶۸ هار گوبیند کورانا (۱۹۶۸ فیزیولوژی و پزشکی), مارشال وارن نایرنبرگ (۱۹۶۸ فیزیولوژی و پزشکی)
- ۱۹۶۹ مکس دلبروک (۱۹۶۹ فیزیولوژی و پزشکی)، سالوادور لوریا (۱۹۶۹ فیزیولوژی و پزشکی)
- ۱۹۷۰ آلبر کلود (۱۹۷۴ فیزیولوژی و پزشکی)، جرج امیل پالاده (۱۹۷۴ فیزیولوژی و پزشکی)، کیث آر. پورتر
- ۱۹۷۱ هیو ای. هاکسلی
- ۱۹۷۲ استیون دابلیو. کافلر
- ۱۹۷۳ رناتو دولبکو (۱۹۷۵ فیزیولوژی و پزشکی)، هَری ایگل، تئودور تی. پاک
- ۱۹۷۴ بوریس افروسی
- ۱۹۷۵ سونه بریسترم (۱۹۸۲ فیزیولوژی و پزشکی)، بنگت ساموئلسون (۱۹۸۲ فیزیولوژی و پزشکی)
- ۱۹۷۶ سیمور بنزر، چارلز یانوسفکی
- ۱۹۷۷ مایکل هایدلبرگر، الوین اِی. کابات، هری جی. کانکل
- ۱۹۷۸ دیوید اچ. هیوبل (۱۹۸۱ فیزیولوژی و پزشکی)، پرنون ماونت‌کسل، تورشتن ویزل (۱۹۸۱ فیزیولوژی و پزشکی)
- ۱۹۷۹ والتر گیلبرت (۱۹۸۰ شیمی)، فردریک سنگر (۱۹۸۰ شیمی)
- ۱۹۸۰ سزار میلستین (۱۹۸۴ فیزیولوژی و پزشکی)
- ۱۹۸۱ ارون کلوگ (۱۹۸۲ شیمی)
- ۱۹۸۲ باربارا مک‌کلینتاک (۱۹۸۳ فیزیولوژی و پزشکی)، سوسومو تونگاوا (۱۹۸۷ فیزیولوژی و پزشکی)
- ۱۹۸۳ استنلی کوهن (۱۹۸۶ فیزیولوژی و پزشکی)، ویکتور همبرگر، ریتا لوی مونتالچینی (۱۹۸۶ فیزیولوژی و پزشکی)
- ۱۹۸۴ مایکل اس. براون (۱۹۸۵ فیزیولوژی و پزشکی)، جوزف ال. گلدستین (۱۹۸۵ فیزیولوژی و پزشکی)
- ۱۹۸۵ دانلد دی. براون، مارک پتاشنی
- ۱۹۸۶ اروین نییر (۱۹۹۱ فیزیولوژی و پزشکی)، برت ساکمن (۱۹۹۱ فیزیولوژی و پزشکی)
- ۱۹۸۷ گونتر بلوبل (۱۹۹۹ فیزیولوژی و پزشکی)
- ۱۹۸۸ توماس چک (۱۹۸۹ شیمی)، فیلیپ آلن شارپ (۱۹۹۳ فیزیولوژی و پزشکی)
- ۱۹۸۹ آلفرد جی. گیلمان (۱۹۹۴ فیزیولوژی و پزشکی)، ادوین جی. کربس (۱۹۹۴ فیزیولوژی و پزشکی)
- ۱۹۹۰ استیون سی. هریسون، میشائیل روسمان، دان سی. وایلی
- ۱۹۹۱ ریچارد ارنست (۱۹۹۱ شیمی)، کورت ووتریش (۲۰۰۱ شیمی)
- ۱۹۹۲ کریستیانه نوسلاین-فولهارت (۱۹۹۵ فیزیولوژی و پزشکی)، ادوارد بی. لوئیس (۱۹۹۵ فیزیولوژی و پزشکی)
- ۱۹۹۳ نیکول لو دوران، دانلد متکاف
- ۱۹۹۴ فیلیپا ماراک، جان دابلیو .کاپلر
- ۱۹۹۵ لیلند هارتول (۲۰۰۱ فیزیولوژی و پزشکی)
- ۱۹۹۶ کلی ام. آرمسترانگ، برتیل هیلی
- ۱۹۹۷ استنلی پریسینر (۱۹۹۷ فیزیولوژی و پزشکی)
- ۱۹۹۸ آرنولد جی. لوین، برت ووگلستین
- ۱۹۹۹ پی‌یر شامبون، رابرت رودر، رابرت تجیان
- ۲۰۰۰ رابرت هرویتس (۲۰۰۲ فیزیولوژی و پزشکی)، استنلی جی. کورسمیر
- ۲۰۰۱ افرام هرشکو (۲۰۰۴ شیمی)، الکساندر وارشافسکی
- ۲۰۰۲ جیمز روثمن (۲۰۱۳ فیزیولوژی و پزشکی)، رندی شکمن(۲۰۱۳ فیزیولوژی و پزشکی)
- ۲۰۰۳ رودریک مک‌کینون (۲۰۰۳ شیمی)
- ۲۰۰۴ آنتونی آر هانتر، آنتونی پاوسون
- ۲۰۰۵ عادا یونات (۲۰۰۹ شیمی)
- ۲۰۰۶ راجر کورنبرگ (۲۰۰۶ شیمی)
- ۲۰۰۷ جوزف جی. گال، الیزابت بلک‌برن (۲۰۰۹ فیزیولوژی و پزشکی), کارول گریدر (۲۰۰۹ فیزیولوژی و پزشکی)
- ۲۰۰۸ اف. اولریخ هلرتل، آرتور هورویچ و جازهٔ افتخاری برای روزالیند فرانکلین
- ۲۰۰۹ ویکتور آر. امبروز، Gary Ruvkun
- ۲۰۱۰ توماس جی. کلی، بروس استیلمن
- ۲۰۱۱ جفری هال (۲۰۱۷ فیزیولوژی و پزشکی)، مایکل روزبش (۲۰۱۷ فیزیولوژی و پزشکی)، مایکل یانگ (۲۰۱۷ فیزیولوژی و پزشکی)
- ۲۰۱۲ ریچارد لوسیک، جو اوتکنهاوس، لوسی شاپیرو
- ۲۰۱۳ ادوارد موزر (۲۰۱۴ فیزیولوژی و پزشکی)، می-بریت موزر (۲۰۱۴ فیزیولوژی و پزشکی)، جان اوکیف (عصب‌پژوه) (۲۰۱۴ فیزیولوژی و پزشکی)
- ۲۰۱۴ جیمز پی. الیسن
- ۲۰۱۵ اس. لورنس زیپورسکی
- ۲۰۱۶ هاوارد سدار، آرون رِیزین، گری فلسنفلد
- ۲۰۱۷ جفری آی. گوردون